# Eggensee
Eggensee ist ein Gemeindeteil der Kreisstadt Neustadt an der Aisch im Landkreis Neustadt an der Aisch-Bad Windsheim (Mittelfranken, Bayern) und ein Dorf. Eggensee liegt in der Gemarkung Neustadt an der Aisch.

## Geografie
Das Dorf ist von Waldgebieten umgeben: 0,75 km südwestlich Streitwald, 0,75 km südöstlich Winteranger, 0,5 km östlich Brunner Wald, 0,25 km nordöstlich Heiligenbrunn. Südwestlich des Ortes grenzt das Straßfeld an. Eine Gemeindeverbindungsstraße führt am Chausseehaus vorbei zu einer Anschlussstelle der Bundesstraße 8 (0,8 km westlich).

## Geschichte
Der Ort wurde 1303/13 als „Engengesez“ erstmals schriftlich erwähnt, als der Würzburger Bischof Andreas von Gundelfingen den Zehnten des Ortes Gutend von Seckendorff zu Lehen gab. Aus einem wenig später entstandenen Lehenbuch hervor, dass diesen Zehnten Gutend mit seinen Brüdern Arnold und Aberdar und einem gewissen Hörauf teilte. In einem Würzburger Lehnsbuch von 1350 wurde der Ort als „Engensez“ aufgelistet. 1409 verlieh Burggraf Johann III. ein Stück Wald in „Egensess“ an Heinz Teuerlein. 1421 verlieh Markgraf Friedrich I. einen halben Wald, „Stöckeich“ genannt, und zwei Bauerngüter an Jörg und Heinz Teuerlein. 1451 erhielt Sigmund von Seckendorff zu Brunn von Markgraf Johann I. Güter in „Egengeseß“ zu Lehen. 1491 gehörte Eggensee (vermutlich seit seiner Gründung zum Pfarrsprengel Neustadts gehörig) zur Pfarrei Neustadt. 1493 belehnte der Würzburger Bischof Rudolf II. Hans den Jüngeren von Lüchau mit dem Zehnten in „Egenses“. Dieser Teil gehörte daraufhin zum Rittergut Dettendorf. Der seit spätestens 1403 Neustädter Behörden unterstellte burgräflich-markgräfliche Teil gehörte zum Amt Neustadt. Bis 1856 ist die alte Namensform bezeugt. –gesees bedeutet „Sitz“. Da diese Bezeichnung im 18. Jahrhundert nicht mehr geläufig war, kam es zur Umdeutung „Egensee“ (1800 erstmals bezeugt). Namensgebend könnte der Graf Ekbert aus Sachsen gewesen sein, der 810 eine Schenkung an der unteren Bibert an das Kloster Spalt getätigt hatte.
Gegen Ende des 18. Jahrhunderts gab es in Eggensee 12 Anwesen. Das Hochgericht übte das brandenburg-bayreuthische Stadtvogteiamt Neustadt an der Aisch aus. Die Dorf- und Gemeindeherrschaft hatte das Rittergut Waldsachsen. Grundherren waren das Rittergut Waldsachsen (5 Güter, Gemeindehirtenhaus), das Klosteramt Birkenfeld (1 Wirtshaus, 1 Haus) und das Würzburgische Verwalteramt Burgbernheim (4 Güter).
Von 1797 bis 1810 unterstand der Ort dem Justizamt Dachsbach und Kammeramt Neustadt. 1810 kam Eggensee an das Königreich Bayern. Im Rahmen des Gemeindeedikts wurde es dem 1811 gebildeten Steuerdistrikt Diespeck und der 1813 gebildeten Ruralgemeinde Dettendorf zugeordnet. Mit dem Zweiten Gemeindeedikt (1818) entstand die Ruralgemeinde Eggensee, zu der Chausseehaus, Untersachsen und Wulkersdorf gehörten. Sie war in Verwaltung und Gerichtsbarkeit dem Landgericht Neustadt an der Aisch zugeordnet und in der Finanzverwaltung dem Rentamt Neustadt an der Aisch (1919 in Finanzamt Neustadt an der Aisch umbenannt). Ab 1862 gehörte Eggensee zum Bezirksamt Neustadt an der Aisch (1939 in Landkreis Neustadt an der Aisch umbenannt). Die Gerichtsbarkeit blieb beim Landgericht Neustadt an der Aisch (1879 in das Amtsgericht Neustadt an der Aisch umgewandelt). Die Gemeinde hatte 1964 eine Gebietsfläche von 7,103 km².
Am 20. Oktober 1831 wurde Eggensee nach Neustadt eingeschult. Den Eggenseern verdankt Neustadt den Erhalt des Turms vom Nürnberger Tor, als sie 1870/1871 gegen den geplanter Abriss des Turms protestierten. Denn eine Stiftung für Uhr und Glocke des Turms sollte den Eggenseern ein Recht auf das von ihren Feldern aus zu hörende Geläut sowie das Läuten bei Beerdigungszügen von Eggensee nach Neustadt zugesichert haben.
Am 30. Juni 1970 wurde die Gemeinde Eggensee aufgelöst: Untersachsen wurde nach Diespeck eingemeindet, Wulkersdorf nach Emskirchen und Eggensee mit dem Chausseehaus nach Neustadt.

### Ehemalige Baudenkmäler
- Haus Nr. 1: jetzt zweigeschossiges, ursprünglich eingeschossiges Wohnstallhaus, Giebel umorientiert; im Sturz „18 Georg Flory 44“; Fenster verändert, neu verputzt[20]
- Haus Nr. 8: zweigeschossiges Walmdachhaus mit eingeschossigem Stallteil (ursprünglich eingeschossiges Wohnstallhaus); 18./19. Jh. Erdgeschoss massiv mit Ecklisenen, Gurtband; Obergeschoss konstruktives Fachwerk, profiliertes Holztraufgesims; zugehörige Scheuer mit Krüppelwalmdach, zwei Tore, über der kleinen Tür im Putzfeld „1806“; Giebel verbrettert; Türe aufgedoppelt, Angelbeschläge alt[20]

### Einwohnerentwicklung
Gemeinde Eggensee
| Jahr      | 1818   | 1846   | 1852   | 1855   | 1861   | 1867   | 1871   | 1875   | 1880   | 1885   | 1890   | 1895   | 1900   | 1905   | 1910   | 1919   | 1925   | 1933   | 1939   | 1946   | 1950   | 1952   | 1961   | 1970   |
| Einwohner | 159    | 172    | 173    | 174    | 169    | 190    | 184    | 177    | 164    | 175    | 172    | 172    | 163    | 152    | 143    | 150    | 145    | 132    | 114    | 169    | 180    | 167    | 133    | 101    |
| Häuser    | 33     | 31     |        |        |        |        | 36     |        |        | 35     | 29     |        | 30     |        |        |        | 25     |        |        |        | 26     |        | 26     |        |
| Quelle    | [ 22 ] | [ 23 ] | [ 24 ] | [ 24 ] | [ 25 ] | [ 26 ] | [ 27 ] | [ 28 ] | [ 29 ] | [ 30 ] | [ 31 ] | [ 24 ] | [ 32 ] | [ 24 ] | [ 33 ] | [ 24 ] | [ 34 ] | [ 24 ] | [ 24 ] | [ 24 ] | [ 35 ] | [ 24 ] | [ 15 ] | [ 36 ] |

Ort Eggensee
| Jahr      | 001818 | 001846 | 001861 | 001871 | 001885 | 001900 | 001925 | 001950 | 001961 | 001970 | 001987 | 002019 |
| Einwohner | 66     | 85     | 69     | 96     | 83     | 75     | 78     | 71     | 59     | 50     | 44     | 37     |
| Häuser    | 16     | 18     |        |        | 16     | 14     | 13     | 13     | 12     |        | 10     |        |
| Quelle    | [ 22 ] | [ 23 ] | [ 25 ] | [ 27 ] | [ 30 ] | [ 32 ] | [ 34 ] | [ 35 ] | [ 15 ] | [ 36 ] | [ 37 ] | [ 1 ]  |

## Religion
Der Ort ist seit der Reformation evangelisch-lutherisch geprägt und bis heute nach St. Johannes der Täufer (Neustadt an der Aisch) gepfarrt. Die Katholiken sind nach St. Johannis Enthauptung (Neustadt an der Aisch) gepfarrt.